# Rab, Rab
Rab je mesto ter upravno središče občine s statusom mesta (hrv. Grad Rab) z okoli 9480 prebivalci, ki je del Primorsko-goranske županije.

## Geografija
Mestu Rabu pripada 7 naselij (stanje 2006.), to so: Banjol, Barbat na Rabu, Kampor, Mundanije, Palit, Rab in Supetarska Draga. Nekoč so bila pod upravo mesta Raba tudi naselje Lopar (od 2006. posebna občina) in Lun, naselje na najsevernejšem delu otoka Paga, ki je od 1992. pod upravo občine Novalja.
Rab je eno najpomembnejših in najbolj obiskanih turističnih mest v Kvarnerju. Stari del mesta leži stisnjen na ozkem polotoku med zalivom sv. Fumija in mestnim pristaniščem, kjer je tudi marina; novi del naselja pa se širi severno. Panoramo Raba s štirimi stolpi, ki dominirajo nad mestnim obzidjem in z značilnimi zvoniki je pogosto videti na turističnih lepakih. Naselje je obkroženo z borovim gozdom, mestni park pa je eden najlepših in najprijetnejših v severnem delu Jadrana. Vzhodno od pristanišča sta turistično naselje in kamp.
Na vhodu v pristanišče stoji okoli 100 m dolg valobran, na koncu katerega je svetilnik, ki oddaja svetlobni signal: Z Bl 2s. Kadar piha močan jugo je morje v pristanišču rahlo vzburkano. Pri močnih udarcih burje, ki tu piha iz smeri severozahoda in severovzhoda lahko gladina morja v pristanišču pade tudi do 1 meter.
Marina ACI Rab se nahaja na vzhodni strani notranjega dela mestnega pristanišča, takoj za valobranom. Ima 140 privezov v morju za plovila dolga do 18 m, na kopnem pa je nekaj mest rezerviranih samo za popravila in ima tudi 5 tonsko dvigalo.

## Zgodovina
Na mestu liburnijskega naselja je v 2. stol.pr. n. št. nastala rimska Arba, kot oporišče rimskega ladjevja, nekaj kasneje  pa tudi Oppidum ( utrjeno mesto ) o katere govori tudi Plinij mlajši. Sedež škofije je po vsej verjetnosti postalo že v 5. stol., dokumenti prvega škofa omenjajo leta 530. Mesto so zavzeli Zahodni Goti, nato sredi 6. stol.  Bizantinec Konstantin Porfirogent omenja pod imenom Arba. Ko je pripadal Hrvatski od 11. do začetka 15. stoletja, je imel Rab kot svobodno mesto posebne privilegije; to je bil vrhunec njegove moči in razcveta. Zgradili so mestno obzidje, javne stavbe, številne cerkve in samostane. Danes je Rab mesto-muzej s številnimi dragocenimi spomeniki bogate preteklosti. Najpomembnejše med njimi so : Ohranjeni deli obzidja (12. in 13. stol.), benedektinski samostan (11. stol.), gotski Knežev dvorec (13. stol.), cerkev sv. Justina (16. stol.), katedrala Marijinega vnebovzetja iz 12. stoletja, frančiškanski samostan v parku s cerkvijo sv. Franje (1491) in številne patricijske palače in stavbe, med katerimi slovi zlasti palača Dominis Nimira, zgrajena med 13. in 15. stoletjem.

## Ljudje povezani s krajem
- Marko Antonijo de Dominis (1560-1624), nadškof in znanstvenik
- Ivan Krstitelj Rabljanin (1470-1540), hrvaški umetnik
- Sveti Marin, ustanovitelj republike San Marino

## Demografija
| Pregled števila prebivalcev po letih | Pregled števila prebivalcev po letih | Pregled števila prebivalcev po letih | Pregled števila prebivalcev po letih | Pregled števila prebivalcev po letih | Pregled števila prebivalcev po letih | Pregled števila prebivalcev po letih | Pregled števila prebivalcev po letih | Pregled števila prebivalcev po letih | Pregled števila prebivalcev po letih | Pregled števila prebivalcev po letih | Pregled števila prebivalcev po letih | Pregled števila prebivalcev po letih | Pregled števila prebivalcev po letih | Pregled števila prebivalcev po letih |
| ------------------------------------ | ------------------------------------ | ------------------------------------ | ------------------------------------ | ------------------------------------ | ------------------------------------ | ------------------------------------ | ------------------------------------ | ------------------------------------ | ------------------------------------ | ------------------------------------ | ------------------------------------ | ------------------------------------ | ------------------------------------ | ------------------------------------ |
| 1857                                 | 1869                                 | 1880                                 | 1890                                 | 1900                                 | 1910                                 | 1921                                 | 1931                                 | 1948                                 | 1953                                 | 1961                                 | 1971                                 | 1981                                 | 1991                                 | 2001                                 |
| 964                                  | 1359                                 | 811                                  | 952                                  | 986                                  | 1008                                 | 1008                                 | 1076                                 | 1005                                 | 1022                                 | 1041                                 | 932                                  | 731                                  | 592                                  | 554                                  |